# Jack Agrios
Jack Nicholas Agrios (Edmonton, 11 aprile 1938) è un dirigente sportivo canadese.
Si laureò in arte nel 1959 e in legge nel 1960 presso l'Università dell'Alberta; nel 1978 fu nominato consulente della regina.
È stato direttore e membro esecutivo della squadra di football canadese Edmonton Eskimos. È stato a capo del comitato organizzatore dei campionati del mondo di atletica leggera del 2011, che si tennero a Edmonton, per la prima volta nell'America settentrionale. Ricevette dalla IAAF la medaglia d'argento al merito.
È presidente della IAAF Juridical Commission.